# Afanasyevo
Afanasyevo (en ruso: Афанасьево) es un asentamiento de tipo urbano y el centro administrativo del distrito de Afanasyevsky del Óblast de Kírov, Rusia. La población era de 3.435 habitantes en 2100 .

## Geografía
Ubicado en una zona boscosa en la margen derecha del río Kama, el asentamiento cubre 346 ha (850 acres) e incluye 24 km (15 mi) de carreteras.

## Historia
El asentamiento se registró por primera vez como el pogost de Zyuzdino-Afanasyevskoye en 1607, con una iglesia de madera que se quemó en 1729. Según los documentos en los archivos del oblast, la parroquia con centro en la iglesia fue fundada a mediados del siglo XVII. Se conservó una copia de la carta de la iglesia de 1681 que da permiso para construir una nueva iglesia. Una segunda iglesia de madera fue construida en 1730 y desmantelada en 1807, y una tercera en 1872.
A finales del siglo XIX, el volost ccon centro en Zyuzdino-Afanasyevskoye, parte del uyezd de Glazovsky de la gobernación de Vyatka, incluía 34 aldeas y asentamientos con una población mixta de pérmicos y rusos. Los habitantes se dedicaban a la agricultura, la tala y la pesca, y trabajaban estacionalmente en los depósitos de mineral de hierro y alquitrán de la región. En ese momento, el pueblo incluía la administración del volost, un zemstvo, escuelas parroquiales y de oficios y una biblioteca pública. Los aldeanos vieron sus primeras películas en 1913 y antes de 1917 el pueblo solo tenía dos calles. El escritor exiliado Vladimir Korolenko mencionó el pueblo en sus historias sobre la zona.
Después de que la aldea quedase bajo el control de los bolcheviques en marzo de 1919, un destacamento defendió la aldea del ejército de Alexander Kolchak. Posteriormente se erigió un monumento en Afanasyevo en el lugar de la fosa común de los defensores del pueblo. En 1918, el futuro profesor e historiador Dmitry Ageyevich Chugayev creó la primera célula del Komsomol en la aldea.
Según el censo soviético de 1926, el pueblo tenía 338 habitantes. Cuando se reorganizó la división administrativa del área en 1929, Zyuzdino-Afanasyevo se convirtió en el centro del distrito de Zyuzdinsky distrito del óblast de Kirov . Se construyó una central eléctrica en el pueblo en 1932, seguida de la primera estación de tractores mecánicos en el distrito en 1938, una casa de cultura en 1939 y una fábrica de productos lácteos en 1942. Una organización de construcción de granjas establecida en 1958 se encargó del edificio de la administración del distrito terminado en 1975, la empresa regional de servicios al consumidor en 1965, una red de tiendas, una clínica, una escuela secundaria y un almacén de cereales, entre otros edificios. Afanasyevo adquirió la condición de asentamiento de tipo urbano en 1966, tres años después de haber sido rebautizado, aunque las primeras carreteras asfaltadas del asentamiento no fueron pavimentadas hasta 1988.
A principios de la década de 2000, la aldea incluía un banco, un centro de comunicaciones del distrito, bibliotecas de distrito y para niños, dos jardines de infancia, una escuela de música, una escuela vocacional, y un cine, entre otros. Los negocios incluían una imprenta, una fábrica de productos lácteos y una empresa forestal.